# Brzeźniak (Grande-Pologne)
Pour les articles homonymes, voir Brzeźniak.
Brzeźniak (prononciation : [ˈbʐɛʑɲak]) est un village polonais de la gmina de Golina dans le powiat de Konin de la voïvodie de Grande-Pologne dans le centre-ouest de la Pologne.
Il se situe à environ 5 kilomètres au nord de Golina (siège de la gmina), à 12 kilomètres au nord-ouest de Konin (siège du powiat) et à 81 kilomètres à l'est de Poznań (capitale régionale).

## Histoire
De 1975 à 1998, le village faisait partie du territoire de la voïvodie de Konin.

Depuis 1999, Brzeźniak est situé dans la voïvodie de Grande-Pologne.